# SS Lusitania
Pour les articles homonymes, voir Lusitania.
Ne doit pas être confondu avec RMS Lusitania.
Le SS Lusitania était un paquebot portugais à deux hélices de 5 557 tonnes, construit en 1906 par Sir Raylton Dixon & Co, et appartenant à Empresa Nacional de Navegação, de Lisbonne.
Le navire a fait naufrage sur Bellows Rock au large de Cape Point, en Afrique du Sud, à minuit le 18 avril 1911 dans le brouillard alors qu'il était en route depuis Lourenço Marques (aujourd'hui Maputo), au Mozambique, avec 25 passagers de première classe, 57 de deuxième classe et 121 de troisième classe, ainsi que 475 ouvriers africains. Sur les 774 personnes à bord, huit sont décédées lorsqu'une chaloupe de sauvetage a chaviré. Le 20 avril, le navire a glissé du rocher à 37 mètres de profondeur à l'est du rocher.

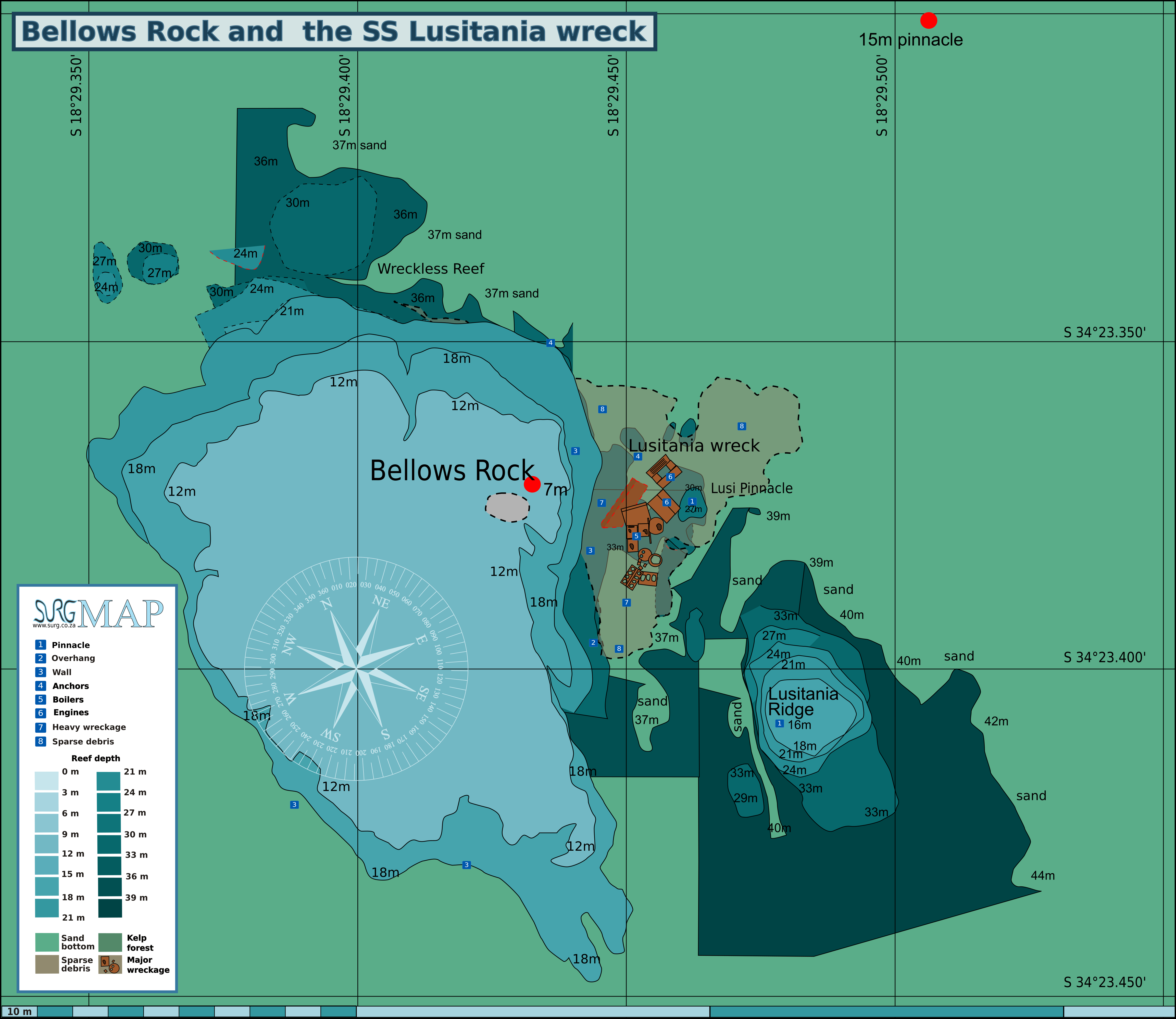
Carte du site de l'épave du SS Lusitania.

Le naufrage de Lusitania a incité les autorités locales à construire un nouveau phare à Cape Point.